# Distretto di Orativ
Il distretto di Orativ (in ucraino Оратівський район?) era un distretto dell'Ucraina, appartenente all'oblast' di Vinnycja. Il suo capoluogo era Orativ. È stato soppresso con la riforma amministrativa del 2020.